# Lisa Mills

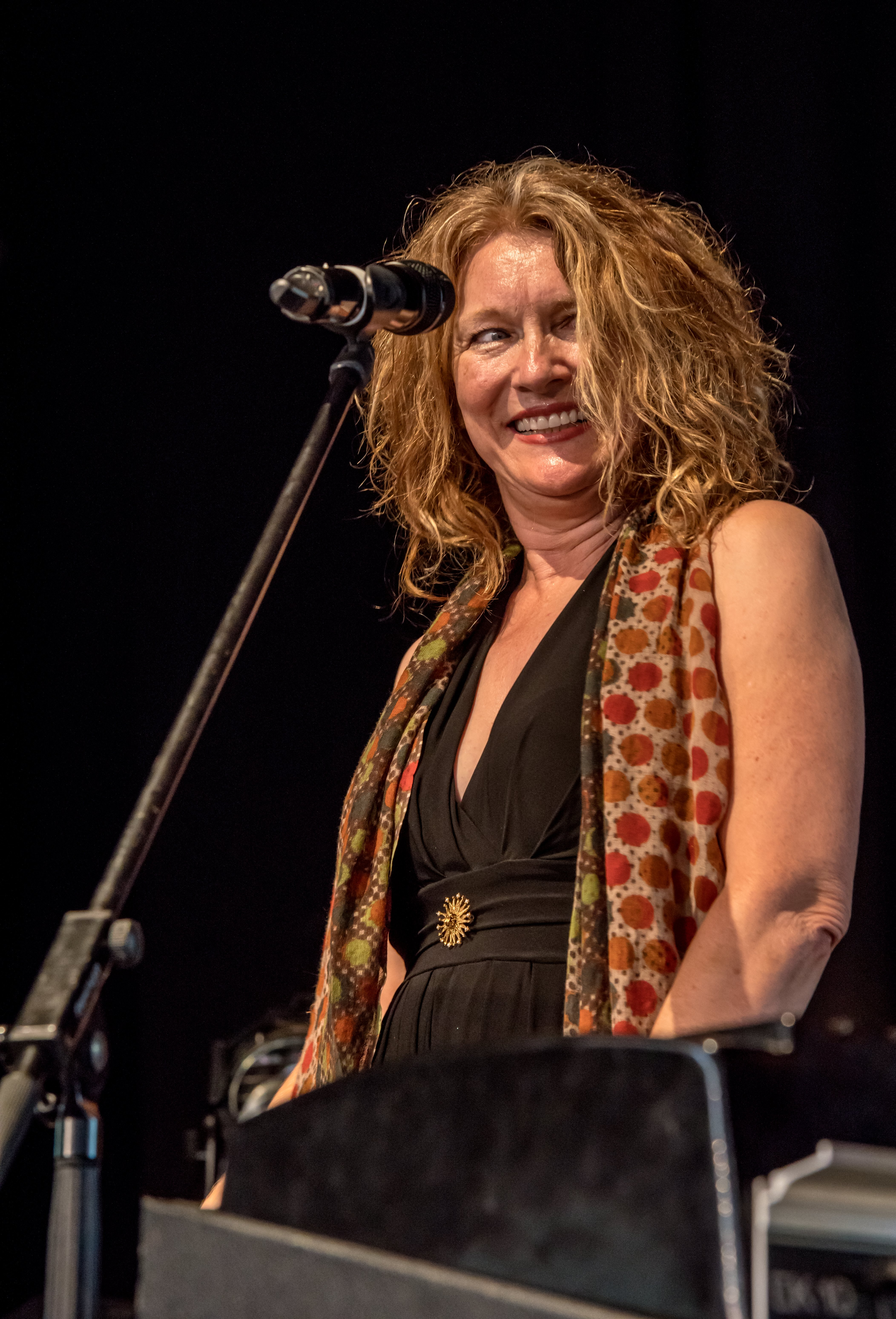
Lisa Mills auf dem Zelt-Musik-Festival 2017 in Freiburg

Lisa Mills ist eine amerikanische Soul-, Gospel- und Bluessängerin, die in Hattiesburg, Mississippi, geboren ist und in Mobile, Alabama, lebt. Sie ist verheiratet und hat zwei Söhne.
Seit 2001 tourt sie auch regelmäßig in England und Europa und spielt und singt auf Festivals, z. B. The Glastonbury Festival oder das Gloucester Blues Festival. Auf ihrer internationalen Tour 2016 nahm sie auch am Freiburger Bluesfestival teil. 2017 trat sie zweimal auf dem Zelt-Musik-Festival in Freiburg auf. Im August 2017 trat sie an zwei Tagen auf dem Festival Blues au Chateau in La Cheze (Bretagne) auf.

## Diskografie
- Mississippis Own Lisa Mills, Mis, 2007
- Tempered in Fire, 2011, Mills Bluz
- I’m Changing, 2014, Mills Bluz
- Mama’s Juke Book, 2016
- The Triangle, 2020